# Simetría de Moebius
Simetría de Moebius es el quinto álbum preproducido entre los meses de abril y agosto por Catupecu Machu en un campo propiedad de Pablo Mayer, un abogado amigo de Fernando Ruiz Díaz (líder de la banda). El lugar fue apodado Mayerland, dando lugar a un interludio reproducido en los recitales de El Teatro del 31 de mayo de 2009.
Finalmente luego de varios procesos de producción y masterización, inclusive con Tony Coyne quien masterizara discos de AC/DC, el 5 de noviembre de 2009 salió a la venta el álbum. El disco está compuesto por once temas que incluyen el primer corte de difusión, "Confusión", y una nueva versión de "Batalla", canción del disco Cuadros dentro de cuadros. El álbum fue presentado en un recital exclusivo para amigos, prensa y otros invitados.
Fernando Ruiz Diaz comentó en varias notas: "Simetría es un disco que es como un recital de Catupecu, empieza con temas muy sanguíneos, después baja y al final termina muy arriba".[cita requerida] A lo largo del disco se puede escuchar a la banda utilizando otros artilugios musicales sin perder el espíritu característico. Las guitarras distorsionadas de discos anteriores dejan lugar a bajos intensos y melodías potentes.
En una entrevista explicaron el significado del nombre del disco y del arte de tapa:

Es como la cinta de moebius, vos partís de un lugar le das la vuelta y volvés al mismo lugar de donde saliste pero desde otro lado
[cita requerida]

## Lista de temas
1. Confusión (04:30)
2. Piano y RD (03:44)
3. Anacrusa (03:34)
4. Alter Ego.... Grito Alud (04:54)
5. Juego sagrado (03:50)
6. Cosas de Goces (04:27)
7. Víbora vientre (04:21)
8. Nuevo libro (04:31)
9. Simetría de Moebius Barolo y Salvo (05:37)
10. Batalla (05:47)
11. Abstracto (05:22)

## Personal
- Fernando Ruiz Díaz - Voz y guitarra.
- Sebastián Cáceres - Bajo y guitarra.
- Javier Herrlein - Batería.
- Martín «Macabre» González - teclado, samplers, y coros.